# Срби.хр
Интернет портал Срби.хр је медијски пројекат у оквиру Одбора за информисање Заједничког већа општина из Вуковара, поред часописа Извор који излази од 2006. године и телевизијске емисије „Хроника Славоније, Барање и западног Срема“ која се емитује на Радио-телевизији Војводине, сателитском програму Радио-телевизије Србије и Радио-телевизији Републике Српске.
Портал је покренут 2018. године са жељом и циљем да сви у Хрватској, али и изван ње на њему могу прочитати квалитетне и проверене вести, информације, репортаже и друге записе о Србима из Хрватске. Портал обрађује теме попут српске културе, језика, традиције, историје, али ставља посебан нагласак на тренутну ситуацију и данашњи живот Срба од најурбанијих градова до најзабаченијих средина гдј припадници наше заједнице живе.
Информације које портал пласира су више од онога што се о Србима у Хрватској може прочитати и сазнати на страницама других новина и портала, више од обичних агенцијских вести, без копирања и једноставног преношења онога што о њима пишу други.